# Cygnoid
De Cygnoids zijn een fictief buitenaards ras de Amerikaanse animatieserie Futurama. Ze verschenen voor het eerst in de aflevering "A Leela of Her Own".
Cygnoids lijken sterk op enorme mensachtige kakkerlakken, inclusief hun eetgewoonten. Ze spreken met een Italiaans-Amerikaans accent. Dit is een verwijzing naar het wijdverbreide misverstand dat familierestaurants slecht omspringen met hun hygiëne.
Een familie van Cygnoids kwamen in de pizzeria vlak bij de Planet Express wonen in de aflevering “A Leela of Her Own”. Toen de werknemers van Planet Express hen kwamen bezoeken, probeerden ze wat gratis pizza te krijgen. De Cygnoids gebruiken echter nogal vreemde ingrediënten op hun pizza’s zoals asbest en silt. Tijdens een vriendschappelijke wedstrijd blernsball tussen de Cygnoids en de Planet Express Crew werden Leela’s talenten opgemerkt door een manager.
De Cygnoids doken weer op in de aflevering "Bender Should Not Be Allowed On TV", waarin de vader Cygnoid lid was van de F.A.R.T. (Fathers Against Rude Television).
De Cygnoids hadden een cameo op Fry’s begrafenis in "The Sting".